# Likhasz
Likhasz (görögül: Λίχας) a görög mitológiában Héraklész társa és hírnöke, utolsó hadjáratainak részvevője. A Héraklész miatt Ioléra féltékeny Déianeira Likhasz útján a Nesszosz mérgezett vérével átitatott inget küldte férjének. Amikor a méreg hatni kezdett, Héraklész dührohamában Euboia közelében a tengerbe dobta Likhaszt; Likhasz part menti szirtté változott, mely róla kapta nevét.